# Ben (singolo)
Ben è una canzone del cantante statunitense Michael Jackson pubblicata dalla Motown il 12 luglio 1972 come unico singolo estratto dall'album omonimo.
È il tema portante nella colonna sonora del film horror Ben. Vinse un Golden Globe per la "Migliore canzone originale" e venne candidata ad un Oscar alla migliore canzone ai Premi Oscar 1973. Il singolo raggiunse il primo posto nella classifica generale di Billboard e fu la prima canzone a raggiungere la numero uno per Michael Jackson senza i Jackson 5.

## Descrizione
La canzone venne scritta da Don Black e composta da Walter Scharf come tema del film omonimo, diretto da Phil Karlson, sequel di Willard e i topi, uscito l'anno precedente. Il brano è presente anche nel film Willard il paranoico (2003), remake di Willard e i topi. Venne proposta al giovane Jackson dato che nel film omonimo il giovane Lee Montgomery eseguiva questa canzone, ma i produttori volevano un nome più grande per registrarla per la colonna sonora del film. La prima scelta era caduta su Donny Osmond, cantante leader degli Osmonds e coetaneo di Jackson, che all'epoca veniva considerato dai media musicali il suo principale "rivale", ma il cantante era in tournée con i suoi fratelli, pertanto la seconda scelta fu il giovane Michael Jackson, che aveva appena realizzato il suo primo album da solista per la Motown, che aveva avuto un buon successo, e che si apprestava a realizzarne un secondo, di cui la ballata Ben diventerà la title track.

### Composizione
Si tratta di una ballata malinconica che parla dell'amicizia, in particolare di quella tra il ragazzo protagonista del film e il suo ratto di nome Ben ed è suonata in chiave di fa maggiore a tempo di ottantotto battiti al minuto. L'estensione vocale è di Si3-Re5. Secondo un'interpretazione della cantante Beyoncé, contenuta in un'intervista rilasciata per il documentario The One del 2003, la canzone conterrebbe delle allusioni sessuali riferite ad un ragazzino che scopre per la prima volta la sua sessualità.

## Esibizioni dal vivo
Michael Jackson eseguì il pezzo dal vivo per la prima volta agli Oscar 1973, una delle sue prime esibizioni senza i Jackson 5. Lo interpretò spesso nei successivi tour coi fratelli, tra cui l'ultima volta durante il Triumph Tour del 1981 mentre nel Victory Tour del 1984 veniva annunciata e anticipata dalle prime note, ma poi, tramite una scenetta concordata, il cantante fingeva di non volerla più interpretare e la sostituiva allora con Human Nature.

## Tracce
1. Ben – 2:44
2. You Can Cry on My Shoulder – 2:39

## Classifiche
| Classifica (1972) | Posizione massima |
| ----------------- | ----------------- |
| Australia         | 1                 |
| Canada            | 6                 |
| Paesi Bassi       | 2                 |
| Regno Unito       | 7                 |
| Stati Uniti       | 1                 |

## Versioni
- Dori Ghezzi nel 1973 incise una versione in italiano dal titolo Non ci contavo più, con la quale partecipò alla Canzonissima di quell'anno.
- Nel 1985, grazie alla cover della cantante inglese Marti Webb, la canzone divenne nuovamente una hit nel Regno Unito, raggiungendo la posizione numero 5.[11]
- La cantante Silvy De Bie realizzò la sua versione nel 1990.
- In una puntata de I Simpson del 1991 intitolata Papà-zzo da legare, un personaggio a cui Michael Jackson prestò la voce (sostituito da Kipp Lennon nelle scene di canto per questioni di diritti), canta la canzone a Homer Simpson sostituendo il nome "Ben" con "Homer".[12]
- Nella serie televisiva The Wayans Bros. (1995-1999), Marlon Wayans ne fece una parodia chiamandola Rufus.
- Nel 1996 i Boyzone la reinterpretarono nell'album A Different Beat.
- Billy Gilman intonò il brano in onore dei trent'anni di carriera solista di Jackson al Michael Jackson: 30th Anniversary Celebration - The Solo Years nel 2001.
- Nel 2003 Crispin Glover, in occasione dell'uscita del film Willard il paranoico (remake del film Willard e i topi del 1971) nel quale recitava, ne pubblicò una nuova versione accompagnata da un videoclip.
- Nel 2007 Connie Talbot lo ripropose nel suo album di debutto Over the Rainbow.
- I Faith No More fecero altrettanto nel 2010.